# Loucuras, o Bumbum de Ouro
Loucuras... o Bumbum de Ouro é um filme brasileiro de 1979 ou 1983, com direção de Carlos Imperial, baseado no conto O Bumbum de Ouro de Roberto Silveira.

## Sinopse
O filme é dividido em duas partes: a apresentação da Funerária King Fu e o  Inacreditável Velorio de Azevedo Tripé. na primeira parte é apresentada a funerária, enquanto que a segunda parte se concentra no velório do referido personagem. Imperial conduziu o filme com excesso de improviso, com os atores interagindo com o morto com diálogos improvisados.

## Produção
O filme teria sido produzido entre 1979 e 1983, em função de o certificado ser datado apenas de 1983 (Certificado de Produto Brasileiro 701, de 09.12.1983). Antônio Leão da Silva Neto, em seu trabalho sobre o cinema brasileiro, informa que "existem dúvidas se este filme foi realmente produzido".
Em julho de 2011 o filme foi apresentado pelo Canal Brasil durante uma retrospectiva sobre a carreira de Wilza Carla.

## Elenco
Em ordem alfabética: 
- Agnes Fontoura
- Almeidinha
- Ary Leite
- Brigite Blair
- Carlos Imperial
- Celeste Aída
- César Montenegro
- Clóvis Bornay
- Colé Santana
- Débora Leite
- Fernando Reski
- Hugo Bidet
- Ivone Gomes
- Jair da Hora
- Jô Soares (ator convidado)
- José Sampaio
- Lady Francisco (atriz convidada)
- Marivalda
- Marta Moyano
- Miguel Carrano
- Nadinho da Ilha
- Pato Preto
- Pedro de Lara (participação especial)
- Radar
- Rizeth Garcia
- Silva Filho
- Tânia Alves
- Tutuca
- Wilza Carla
- Zora